# Loxosceles malintzi
Espèce
Loxosceles malintzi est une espèce d'araignées aranéomorphes de la famille des Sicariidae.

## Distribution
Cette espèce est endémique du Mexique. Elle se rencontre au Puebla, au Morelos et au Guerrero.

## Description
Le mâle holotype mesure 9,30 mm et la femelle paratype 9,60 mm.

## Publication originale
- Valdez-Mondragón, Cortez-Roldán, Juárez-Sánchez & Solís-Catalán, 2018 : A new species of Loxosceles Heineken & Lowe (Araneae, Sicariidae), with updated distribution records and biogeographical comments for the species from Mexico, including a new record of Loxosceles rufescens (Dufour). ZooKeys, no 802, p. 39-66.